# Montserrat Grases

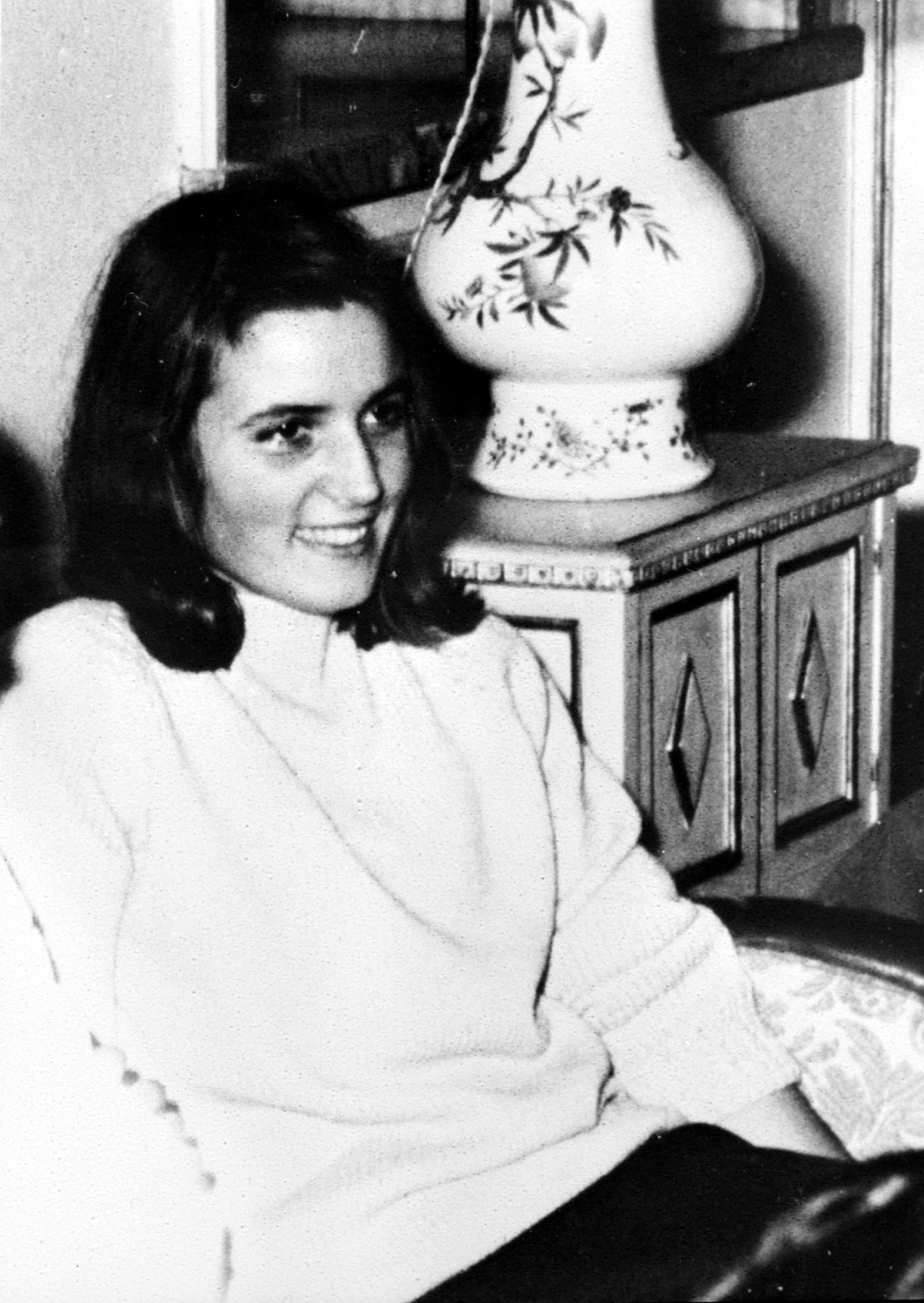
Montserrat Grases, 1958

Montserrat (Montse) Grases (* 10. Juli 1941 in Barcelona, Spanien; † 26. März 1959 ebenda) war ein katalanisches Mitglied der katholischen Organisation Opus Dei. Der Heilige Stuhl erhob Montserrat Grases im laufenden Seligsprechungsprozess zur ehrwürdigen Dienerin Gottes.

## Leben
Montserrat Grases wurde in Barcelona in einer gläubigen katholischen Familie geboren. Nach der Oberschule besuchte das in ihrer Umgebung unter dem Namen „Montse“  bekannte Mädchen eine Schule für Frauenberufe. Das sehr gläubige und fromme Mädchen kam zu dieser Zeit in Kontakt mit der vom spanischen Priester Josemaría Escrivá 1928 gegründeten katholischen Organisation (damals ein Säkularinstitut) Opus Dei. 1957 bat sie um Aufnahme als Numerarierin (zölibatäres Mitglied).
Im Juni 1958 wurde bei ihr Knochenkrebs in einem Bein diagnostiziert. Die schweren Schmerzen ertrug sie laut Zeugen mit großer Beherrschung und sie verlor nie ihre Freude und ihren Lebensmut. Sie starb am Gründonnerstag 1959, vier Monate vor ihrem 18. Geburtstag.

## Seligsprechungsprozess
Das diözesane Verfahren für ihren Seligsprechungsprozess wurde am 19. Dezember 1962 in Barcelona eröffnet und am 26. März 1968 abgeschlossen. 1993 fand eine erneute diözesane Untersuchung statt. Die Positio über den Fall wurde im Dezember 1999 der Heiligsprechungskongregation der Römischen Kurie übermittelt. Am 26. April 2016 erkannte ihr Papst Franziskus den heroischen Tugendgrad zu.